# Ambaradan
Ambaradan (anche ambaradam) è, nella lingua italiana, un termine che indica un insieme disordinato di elementi, un guazzabuglio, una grande confusione.

## Origine
Si presume che questo termine abbia avuto origine dall'Amba Aradam, un massiccio dell'Etiopia presso cui, nel 1936, avvenne una cruenta battaglia tra italiani e abissini, seguita da una strage di civili da parte delle forze italiane. Durante questa battaglia le truppe italiane erano alleate con alcune tribù locali ma, a seconda delle trattative in corso, alcune di queste si alleavano a loro volta con il nemico, per poi riaffiancare i soldati italiani. Sulle truppe etiopi in ritirata il generale Badoglio ordinò poi l'impiego dei gas tossici vietati internazionalmente, provocando la morte di circa 20.000 etiopi, tra civili e militari. 
Al loro ritorno in Italia, i soldati, di fronte a una situazione disordinata e caotica, cominciarono a definirla «come ad Amba Aradam», «è un'Amba Aradam» e, per crasi, le due parole si sono fuse in una sola diventando "ambaradam". La trasformazione della consonante finale m in n è un banale errore di pronuncia diventato comune poiché la parola si trova raramente in forma scritta. 
Un'evoluzione simile la si può notare nell'espressione «fare un quarantotto», «è successo un quarantotto» con riferimento ai moti rivoluzionari che sconvolsero l'Europa nel 1848.